# Kapai

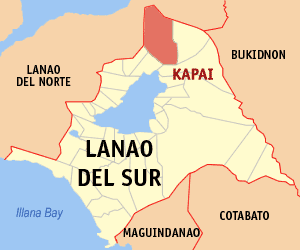
Bản đồ Lanao del Sur với vị trí của Kapai

Kapai là một đô thị hạng 4 ở tỉnh Lanao del Sur, Philippines. Theo điều tra dân số năm 2000 của Philipin, đô thị này có dân số 16.564 người trong 2.270 hộ.

## Các đơn vị hành chính
Kapai được chia ra 20 barangay.
| - Cormatan - Dimagaling (Dimagalin Proper) - Dimunda - Doronan - Poblacion (Kapai Proper) - Malna Proper - Pagalongan - Parao - Kasayanan - Kasayanan West | - Dilabayan - Dilimbayan - Kibolos - Kining - Pindolonan - Babayog - Gadongan - Lidasan - Macadar - Pantaon |